# Cyngen Glodrydd
San Cyngen il Rinomato (in latino Concennus, in inglese Concenn; 470 – 530) è stato re di Powys, figlio di Cadell Ddyrnllwg e discendente del re supremo britannico Vortigern.

## Biografia
Non si sa quando salì sul trono del Powys (nel Galles), ma fu preceduto da Rhyddfedd Frych, forse suo zio. Quando il padre morì, lui era probabilmente ancora un fanciullo ed è quindi probabile che Rhyddfedd assunse il trono ad interim, ma in effetti non si sa nulla su come si svolsero realmente i fatti, perché mancano le fonti.
Il soprannome di Cyngen potrebbe in apparenza stonare col fatto che lui va probabilmente identificato con quell'Aurelio Caninio (Aurelio "il Cane") che nel De Excidio Britanniae di Gildas (tardo V secolo) viene accusato di immoralità, di omicidio e di aver provocato la guerra civile in Britannia. Ma le generazioni successive sembrano invece essersi ricordate solo del suo mecenatismo e delle sue generose donazioni alla Chiesa (cosa analoga accadde a un suo contemporaneo, re Maelgwn del Gwynedd.
Cyngen sposò santa Tudlwystl, una figlia di Brychan ap Gwyngwen ap Tewdr (spesso confuso con re Brychan Brycheiniog del Brycheiniog) ed ebbe una numerosa prole.

## Morte ed eredità
Non si sa quando morì, ma probabilmente è sua la stele funeraria scoperta nel 1761 e che era utilizzata come colonna di un cancello a Tywyn, nel Gwynedd. Potrebbe essere stato sepolto con San Cadfan nella chiesa locale. Gli era dedicata una chiesa a Shrewsbury. È infatti annoverato e venerato tra i santi gallesi.
Gli succedette il figlio Pasgen.